# 大溪大桥
大溪大桥也称为塔下大桥，全称金温高铁莲都瓯江塔下大桥，是浙江省金温铁路扩能改造工程（也称为“金温新双线”）在丽水市莲都区紫金街道塔下村跨过大溪（瓯江上游支流）的铁路桥，位于丽水绕城公路塔下大桥与金温货线跨大溪桥之间，为全钢架结构下承式拱桥，2015年12月25日随新金温铁路开通。